# Карачаєво-Черкеська автономна область

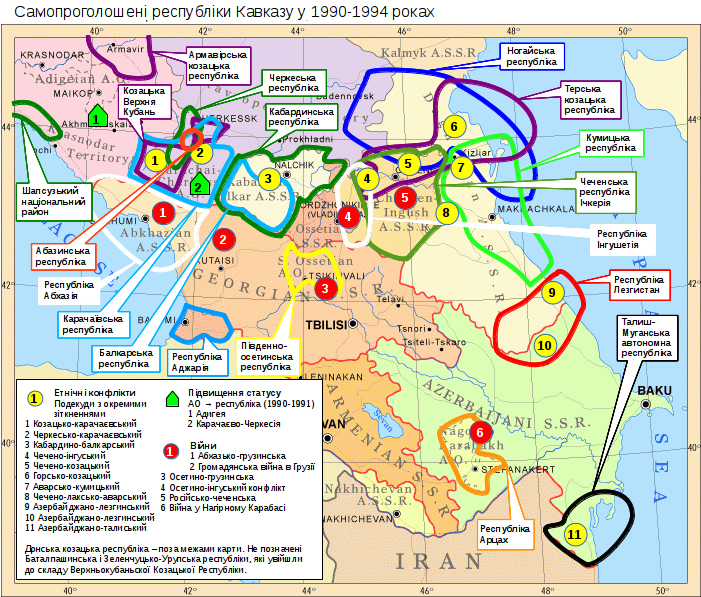
Політичні події 1990-х: зміна статусу з АО на республіканський та самопроголошені республіки

Карачаєво-Черкеська автономна область, Карачаєво-Черкеська АО (рос. Карачаево-Черкесская автономная область; кабард. Къэрэшей-Черкес автономнэ область
,абаз. Къарча-Черкес автоном областькарач.-балк. Къарачай-Черкес автоном область) — адміністративно-територіальна одиниця в РРФСР, що існувала з 12 січня 1922 по 26 квітня 1926 і з 11 лютого 1957 по 16 травня 1992 .
Адміністративний центр — місто Черкеськ.

## Історія
Область була утворена 12 січня 1922 з більшої частини території Баталпашинського відділу Кубано-Чорноморської області і Карачаєвського національного округу Горської АРСР з центром в станиці Баталпашинська.
З 16 жовтня 1924 область у складі Північно-Кавказького краю.
26 квітня 1926 область була розділена на Карачаєвську автономну область і Черкеський національний округ, а Баталпашинський район було передано у Північно-Кавказький край.
По реабілітації карачаївців 11 лютого 1957 Черкеська автономна область була перетворена в Карачаєво-Черкеську АО у складі Ставропольського краю. Їй були також передані Зеленчуцький, Карачаєвський і Усть-Джегутинський райони Ставропольського краю.
30 листопада 1990 Карачаєво-Черкеська АО вийшла зі складу Ставропольського краю і була проголошена Карачаєво-Черкеська Радянська Соціалістична Республіка (КЧРСР) у складі РРФСР.
15 грудня 1990 вихід Карачаєво-Черкесії зі складу Ставропольського краю був узаконений Другим з'їздом народних депутатів РРФСР, що вніс зміни до Конституції РРФСР, за якими автономні області виводилися з складів країв, куди входили.
3 липня 1991 року Верховна Рада РРФСР внесла в російську конституцію поправку, що перетворила Карачаєво-Черкеську автономну область в Карачаєво-Черкеську Радянську Соціалістичну Республіку у складі РРФСР. Дана поправка була внесена на розгляд З'їзду народних депутатів РРФСР, але так і не була затверджена ним.

## Адміністративний поділ
Станом на 23 березня 1977 до складу області входили 2 міста обласного підпорядкування:
- Карачаєвськ;
- Черкеськ

і 8 районів:
1. Адиге-Хабльський — аул Адиге-Хабль
2. Зеленчуцький — ст. Зеленчуцька
3. Карачаєвський — м. Карачаєвськ
4. Малокарачаєвський — сел. Учкекен
5. Прикубанський — сел. Кавказький
6. Урупський — ст. Преградна
7. Усть-Джегутинський — м. Усть-Джегута
8. Хабезький — аул Хабез

## Населення
Динаміка чисельності населення області:
| Рік  | Населення, осіб |  |
| ---- | --------------- |  |
| 1959 | 277 959         |  |
| 1970 | 344 651         |  |
| 1979 | 368 343         |  |
| 1989 | 417 560         |  |

Національний склад населення згідно перепису 1979:
| Національність | Населення, осіб. | Кіл-сть, % |
| -------------- | ---------------- | ---------- |
| Росіяни        | 165 451          | 45,1       |
| Карачаївці     | 109 196          | 29,7       |
| Черкеси        | 34 430           | 9,4        |
| Абазини        | 24 245           | 6,6        |
| Ногайці        | 11 872           | 3,2        |
| Українці       | 4 555            | 1,2        |
| Осетини        | 3 832            | 1,0        |
| Татари         | 1 876            | 0,5        |